# Gabbro
| Gabbro                           | Gabbro | Gabbro                 | Gabbro          | Gabbro            |
| -------------------------------- | ------ | ---------------------- | --------------- | ----------------- |
| Gabbro, Gdynia-Orłowo, Polen.    |        |                        |                 |                   |
| Gabbro, Gdynia-Orłowo, Polen.    |        |                        |                 |                   |
| Indeling der stollingsgesteenten |        |                        |                 |                   |
|                                  | % SiO2 | uitvloeings- gesteente | gang- gesteente | diepte- gesteente |
| felsisch                         | >~70   | ryoliet                | granofier       | graniet           |
| felsisch                         | ~70-63 | daciet                 | granodioriet    | granodioriet      |
| intermediair                     | 63-52  | andesiet               | dioriet         | dioriet           |
| mafisch                          | 52-45  | basalt                 | doleriet        | gabbro            |
| ultramafisch                     | <45    | komatiiet              | peridotiet      | peridotiet        |

Het stollingsgesteente gabbro is een mafisch dieptegesteente met tussen de 48 en 52% silica.

## Eigenschappen
Gabbro is het mafische equivalent van graniet en het dieptegesteente-equivalent van het uitvloeiingsgesteente basalt. Door diepere en dus langzame afkoeling zijn relatief grotere kristallen ontstaan dan bij het ganggesteente doleriet.
De mineralen die in gabbro voorkomen zijn onder andere olivijn, pyroxeen, amfibool, magnetiet en biotiet. Ook veldspaat (lichtgekleurde plagioklaas) komt in de doorgaans donkere gabbrogesteenten voor.
In gabbro zal men geen vrije kwarts aantreffen, dit in tegenstelling tot continentaal gesteente. Ontsloten gabbro zoals in de Zwitserse Alpen heeft een ruw, schuurpapierachtig, oppervlak. Een gabbro is een zeer donker, bijna zwart gesteente. Dioriet is een diepgesteente dat tussen graniet en gabbro in staat.

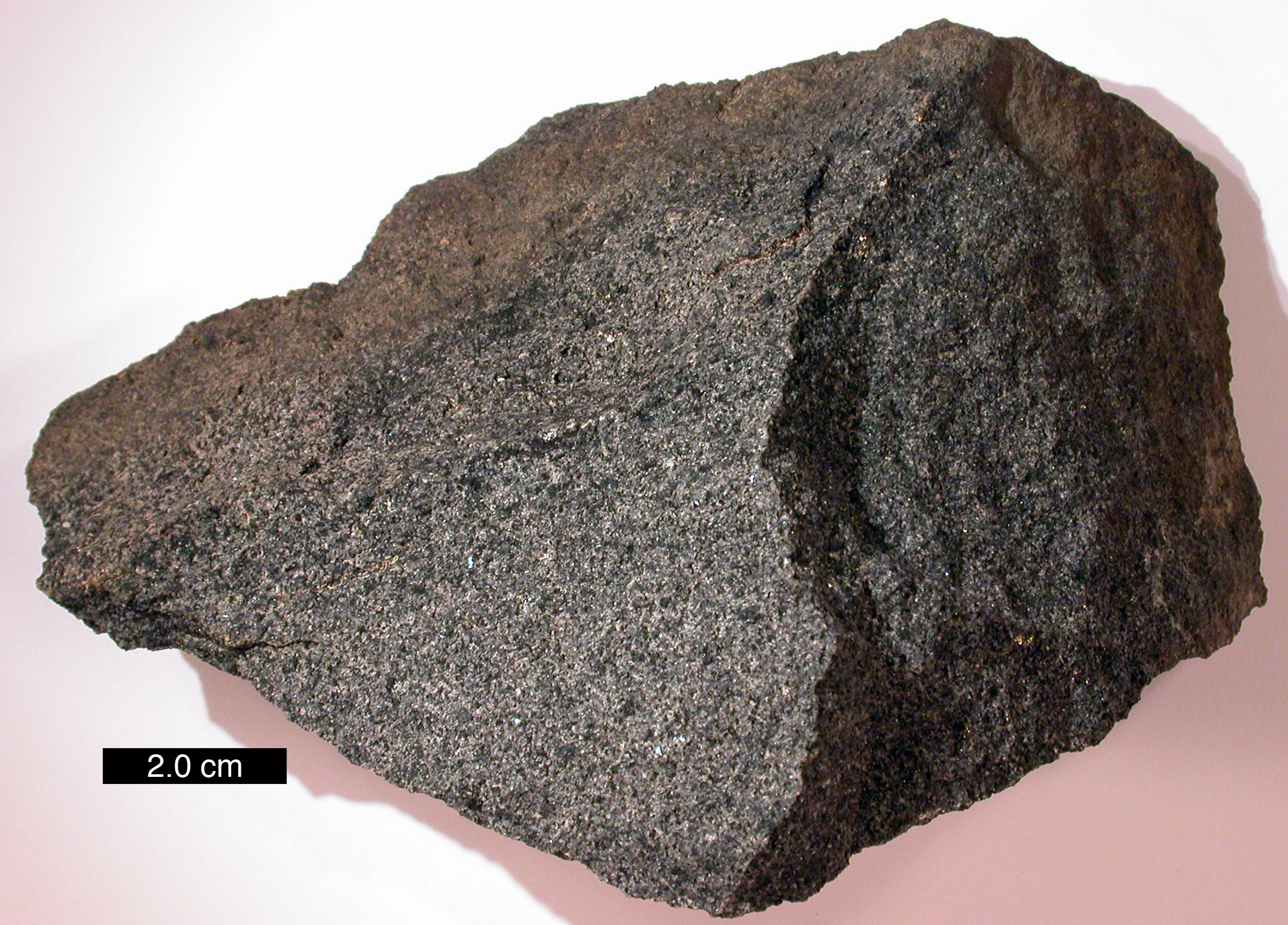
Gabbro uit de oostelijke Sierra Nevada in Californië.

## Voorkomen
Gabbro is een dieptegesteente dat ontsloten raakt bij tektonische opheffing bij orogenese of obductie. Het wordt gevormd in de kern van mafische vulkanen en onder oceanische korst. In bepaalde delen van de Zwitserse Alpen is gabbro duidelijk ontsloten.
Een vaak als natuursteen gebruikte gabbro komt uit het Zuid-Afrikaanse Bushveld Complex. Dit gesteente werd al voor de Tweede Wereldoorlog naar Europa geëxporteerd, en wordt "Rustenburg" of "Bon Accord" genoemd naar de betreffende groeves. Deze natuursteen is beter bekend als Nero Impala.